# Koanoa hawaiiensis
Koanoa hawaiiensis är en insektsart som beskrevs av George Willis Kirkaldy 1902. Koanoa hawaiiensis ingår i släktet Koanoa och familjen ängsskinnbaggar. Inga underarter finns listade i Catalogue of Life.